# Дубровка (притока Міусу)
Дубровка, Дубрівка — річка в Україні у Антрацитівському й Шахтарському районах Луганської й Донецької областей. Ліва притока річки Міусу (басейн Азовського моря).

## Опис
Довжина річки 14 км, похил річки 6,6 м/км , площа басейну водозбору 71,8 км², найкоротша відстань між витоком і гирлом — 13,74 км, коефіцієнт звивистості річки — 1,02. Формується багатьма балками та загатами.

## Розташування
Бере початок на південно-західній стороні від села Дякове. Тече переважно на південний захід через села Дібрівку, Кожевня і на східній околиці села Червона Зоря впадає в річку Міус.

## Цікаві факти
- У XX столітті на річці існували молочно,- птице,- свино-тваринні ферми (МТФ, ПТФ, СТФ), водокачки та газгольдер[4].
- На лівому березі річки неподалік проходить державний кордон Україна — Росія[3].

## Притоки
- Яр Вошивий (Шивий) - ліва притока [6]